# Errina capensis
Errina capensis is een hydroïdpoliep uit de familie Stylasteridae. De poliep komt uit het geslacht Errina. Errina capensis werd in 1912 voor het eerst wetenschappelijk beschreven door Hickson. 